# T méretarány

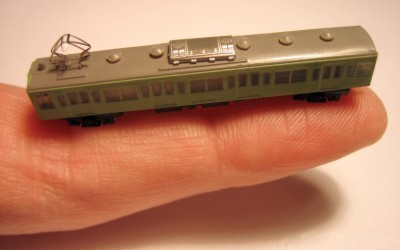
Egy T méretarányú japán motorkocsi

A T méretarány (kiejtése: „Té”) a jelenlegi legkisebb méretarány. Nevét a modellsín nyomtáváról kapta, mely mindössze 3 mm (angolul three). Jelenleg egy gyár gyártja Japánban.
A választék egyelőre még nem túl sok, jelenleg brit, japán illetve német járművek kaphatóak. A modellek 4,5 V feszültségről üzemelnek. A biztonságosabb futást a járművek alján lévő apró mágnesek segítik.